# Добромирци
Добромирци е село в Южна България. То се намира в община Кирково, област Кърджали.

## География
Село Добромирци се намира в планински район.

## История
През 1915 г. с. Емирлер / с. Добромирци / е общински център и е включена към Даръдерска околя и Гюмюрджински окръг. С щат един кмет ,един помощник кмет, един писар и един полски пазач. В обхвата на общината са включени селата, Долен, Кушла, Пресека, Горски Извор, Здравчец, Добринци, Генерал Гешево, Каялоба и Добромирци. С население около 3000 души. Кмет през това време е Садък Али Беюв. През 1916 г. кмет за кратко време е назначен Халил Ходжа от с. Чатак / дн. с. Пресека/.  Господин Местан Юсеин е кмет на Емирленска община в периода от 01.01.1917 г. до смъртта си  27.12.1917 г.  
Образование
В училището в с. Добромирци за пръв път се открива седми клас през есента на 1950 г., като освен момчета се записват и първите ученички през 1950 г. В същата година е открита и първата трапезария към училището осигурява топла закуска на всички ученици. В началото на 1954 година се открива новата сграда и за патрон на училището е прието да е Георги Димитров. През 1959 г. се откриват общежитие и столова за учениците. Две години по късно училището е електрифицирано. Директор на училището е Цвятко Борисов Цветков от с. Дългоделци, община Якимово, област  Монтана. На следващата година ТКЗС-то подарява за училището нова модерна радиоуредба. 
Народно читалище "Христо Ботев" с. Добромирци
Народно читалище "Христо Ботев" с. Добромирци, окр. Кърджалийски е основано през 1952 година от младежкото дружество. Първият читалищен секретар - библиотекар е Мухедин Алиев.
При основаването читалището се разполагало в една изселническа къща. Библиотеката започнала своята дейност с 1600 тома книги, които книги са били закупени от околийския комитет на ДСНМ - гр. Момчилград. Библиотеката има близо 1200 тома книги. Към края на 1954 година в библиотеката е имало 150 читателя, а от първи януари до 25 дек. 1977 година библиотеката имала 450 читатели. При основаването читалището не е разполагало с парични средства. В първите години читалището не е развивало никаква културно - масова дейност, а после организирало изложби, обсъждане на филми и книги.
Читалищен секретар - библиотекар през периода 1977 - 1984 година е М.. А.....в. При основаването читалището се е разполагало в една изселническа къща. Библиотеката започнала своята дейност с 1600 тома книги, които били закупени от ОК на ДСНМ гр. Момчилград. При основаването читалището не разполагало с никакви парични средства и не развивало никаква културно - масова дейност. Впоследствие е разнообразна - организиране на изложби, читателски конференции, обсъждане на книги и филми, изнасяне на художествени програми, хореографски спектакли, куклен театър и други.
В началните години от дейността на читалището фондът на библиотеката е бил малък, но постепенно се е увеличил.
Дом за деца с душевни недъзи
Домът е открит на 01.08.1965 година в бивша сграда на съвета. От начало с 20 места впоследствие са построени четири отделения с капацитет 85 места. Приемани са деца от цялата страна момичета от 10 до 18 години с най-тежка степен на олигофрения. Децата са разделени на групи от 15 до 17 деца и лежащ сектор 20 деца. С тези деца с по-леки заболявания са провеждани елементарни педагогически занимания.
В местността „Чорбаджилар“ край селото се намират издигащи се и днес над земята останки от късноантична църква. На няколкостотин метра югозападно се виждат останки от друга църква, а на километър северозападно, на възвишението Папаз тепе, има останки от крепост и църква. Тези археологически обекти не са проучвани подробно, като според някои данни те може да са свързани с нелокализирания епископски център Севастополис.
Старото име на селото е Емирлер.

## Население
Преброяване на населението през 2011 г.
Численост и дял на етническите групи според преброяването на населението през 2011 г.:
|                     | Численост | Дял (в %) |
| Общо                | 359       | 100,00    |
| Българи             | 3         | 0,83      |
| Турци               | 275       | 76,60     |
| Цигани              | 0         | 0,00      |
| Други               | 0         | 0,00      |
| Не се самоопределят | 8         | 2,22      |
| Неотговорили        | 73        | 20,33     |

## Религии
Населението е почти изцяло мюсюлманско.

## Редовни събития
- Всяка година с дарения от жители на селото се прави мевлид, на който се канят гости от съседни села и от чужбина.
- По време на Рамазан байрам и Курбан байрам много жители се връщат в селото от гурбет, за да посрещнат празника със своите близки.